# Akvilė Paražinskaitė
Akvilė Paražinskaitė (ur. 29 listopada 1996 w Wilnie) – litewska tenisistka, dwukrotna brązowa medalistka igrzysk olimpijskich młodzieży w Nankinie (2014).
W rozgrywkach zawodowych zadebiutowała w kwietniu 2011 roku, na turnieju rangi ITF w Antalyi. Rok później reprezentowała Litwę w deblu w rozgrywkach Pucharu Federacji, w którym wspólnie z partnerką wygrały wszystkie mecze. W 2013 roku dwukrotnie dotarła do finału gry podwójnej w turniejach ITF, a w marcu 2014 roku wygrała turniej w Heraklionie (w parze z Aliną Silicz). W grze pojedynczej dwukrotnie osiągała ćwierćfinały. W sumie na swoim koncie ma wygrany jeden turniej w grze pojedynczej i sześć turniejów w grze podwójnej.
W latach 2012 i 2014 reprezentowała swój kraj w rozgrywkach Pucharu Federacji.

## Wygrane turnieje rangi ITF
| turnieje z pulą nagród 100 000 $ |
| turnieje z pulą nagród 75 000 $  |
| turnieje z pulą nagród 50 000 $  |
| turnieje z pulą nagród 25 000 $  |
| turnieje z pulą nagród 15 000 $  |

### Gra pojedyncza
|    | Data       | Turniej  | ($)    | Naw.   | Finalistka      | Wynik    |
| 1. | 02/01/2022 | Monastyr | 15 000 | twarda | Sofia Costoulas | 7:5, 6:2 |